# Якобовский, Людвиг
Людвиг Якобовский (нем. Ludwig Jacobowski; 1868—1900) — немецкий поэт и писатель еврейского происхождения, журналист и редактор литературно-научного журнала «Die Gesellschaft», который выходил в городе Дрездене с 1885 по 1902 год.

## Биография и творчество
Людвиг Якобовский родился 21 января 1868 года в городе Стшельно находившегося на территории провинции Позен (ныне принадлежит Польше) став третьим сыном в семье еврейского купца.
В апреле 1874 года семья Якобовских переехала в Берлин, где он стал посещать лютеранскую школу для мальчиков. После окончания школы в 1887 году он поступил в университет Гумбольдта, где изучал литературу, философию и историю. В 1889 году он переехал во Фрайбург и некоторое время спустя получил в тамошнем университете докторскую степень (1891).
Известность на литературном поприще приобрёл благодаря своим лирическим стихотворениям(сборники «Aus bewegten Stunden», 1889; «Funken», 1890; «Aus Tag und Traum», 1895; «Leuchtende Tage», 1900), удачно, по мнению современников писателя, совмещающими тонкость ощущений и глубину мысли с простотой формы.
Еврей по происхождению, но германец по культуре, он всю жизнь терзался такой двойственностью и дал выражение этой интимной трагедии современного европейского еврейства в своем юношеском романе «Werther der Jude» (1892; ср. И. Мельник, «Страдания еврейского Вертера», в книжках «Восхода», 1901, 4; В. Я., «Л. Якобовский», в «Сионистском Альманахе», Киев, 1902).
Выражением его мировоззрения был также роман «Loki. Roman eines Gottes» (1898; русский перевод в «Вестнике иностранной литературы», 1902), скрывающий под мифологической оболочкой картину современных конфликтов. Написал еще комедию «Diyab der Narr» (1894) и опыт по исторической поэтике: «Die Anfänge der Poesie» (1891).
Людвиг Якобовский скончался 2 декабря 1900 года в возрасте 32 лет в городе Берлине от менингита.